# Liste des titres musicaux numéro un aux États-Unis en 1996
Cette page liste les titres musicaux ayant le plus de succès au cours de l'année 1996 aux États-Unis d'après le magazine Billboard.

## Historique
| Date         | Artiste(s)                                                    | Titre                             | Référence |
| ------------ | ------------------------------------------------------------- | --------------------------------- | --------- |
| 6 janvier    | Mariah Carey & Boyz II Men                                    | One Sweet Day                     |           |
| 13 janvier   | Mariah Carey & Boyz II Men                                    | One Sweet Day                     |           |
| 20 janvier   | Mariah Carey & Boyz II Men                                    | One Sweet Day                     |           |
| 27 janvier   | Mariah Carey & Boyz II Men                                    | One Sweet Day                     |           |
| 3 février    | Mariah Carey & Boyz II Men                                    | One Sweet Day                     |           |
| 10 février   | Mariah Carey & Boyz II Men                                    | One Sweet Day                     |           |
| 17 février   | Mariah Carey & Boyz II Men                                    | One Sweet Day                     |           |
| 24 février   | Mariah Carey & Boyz II Men                                    | One Sweet Day                     |           |
| 2 mars       | Mariah Carey & Boyz II Men                                    | One Sweet Day                     |           |
| 9 mars       | Mariah Carey & Boyz II Men                                    | One Sweet Day                     |           |
| 16 mars      | Mariah Carey & Boyz II Men                                    | One Sweet Day                     |           |
| 23 mars      | Céline Dion                                                   | Because You Loved Me              |           |
| 30 mars      | Céline Dion                                                   | Because You Loved Me              |           |
| 6 avril      | Céline Dion                                                   | Because You Loved Me              |           |
| 13 avril     | Céline Dion                                                   | Because You Loved Me              |           |
| 20 avril     | Céline Dion                                                   | Because You Loved Me              |           |
| 27 avril     | Céline Dion                                                   | Because You Loved Me              |           |
| 4 mai        | Mariah Carey                                                  | Always Be My Baby                 |           |
| 11 mai       | Mariah Carey                                                  | Always Be My Baby                 |           |
| 18 mai       | Bone Thugs-N-Harmony                                          | Tha Crossroads                    |           |
| 25 mai       | Bone Thugs-N-Harmony                                          | Tha Crossroads                    |           |
| 1er juin     | Bone Thugs-N-Harmony                                          | Tha Crossroads                    |           |
| 8 juin       | Bone Thugs-N-Harmony                                          | Tha Crossroads                    |           |
| 15 juin      | Bone Thugs-N-Harmony                                          | Tha Crossroads                    |           |
| 22 juin      | Bone Thugs-N-Harmony                                          | Tha Crossroads                    |           |
| 29 juin      | Bone Thugs-N-Harmony                                          | Tha Crossroads                    |           |
| 6 juillet    | Bone Thugs-N-Harmony                                          | Tha Crossroads                    |           |
| 13 juillet   | 2Pac featuring K-Ci & JoJo/featuring Dr. Dre & Roger Troutman | How Do U Want It/California Love  |           |
| 20 juillet   | 2Pac featuring K-Ci & JoJo/featuring Dr. Dre & Roger Troutman | How Do U Want It/California Love  |           |
| 27 juillet   | Toni Braxton                                                  | You're Makin' Me High/Let It Flow |           |
| 3 août       | Los del Rio                                                   | Macarena                          |           |
| 10 août      | Los del Rio                                                   | Macarena                          |           |
| 17 août      | Los del Rio                                                   | Macarena                          |           |
| 24 août      | Los del Rio                                                   | Macarena                          |           |
| 31 août      | Los del Rio                                                   | Macarena                          |           |
| 7 septembre  | Los del Rio                                                   | Macarena                          |           |
| 14 septembre | Los del Rio                                                   | Macarena                          |           |
| 21 septembre | Los del Rio                                                   | Macarena                          |           |
| 28 septembre | Los del Rio                                                   | Macarena                          |           |
| 5 octobre    | Los del Rio                                                   | Macarena                          |           |
| 12 octobre   | Los del Rio                                                   | Macarena                          |           |
| 19 octobre   | Los del Rio                                                   | Macarena                          |           |
| 26 octobre   | Los del Rio                                                   | Macarena                          |           |
| 2 novembre   | Los del Rio                                                   | Macarena                          |           |
| 9 novembre   | Blackstreet featuring Dr. Dre                                 | No Diggity                        |           |
| 16 novembre  | Blackstreet featuring Dr. Dre                                 | No Diggity                        |           |
| 23 novembre  | Blackstreet featuring Dr. Dre                                 | No Diggity                        |           |
| 30 novembre  | Blackstreet featuring Dr. Dre                                 | No Diggity                        |           |
| 7 décembre   | Toni Braxton                                                  | Un-Break My Heart                 |           |
| 14 décembre  | Toni Braxton                                                  | Un-Break My Heart                 |           |
| 21 décembre  | Toni Braxton                                                  | Un-Break My Heart                 |           |
| 28 décembre  | Toni Braxton                                                  | Un-Break My Heart                 |           |